# Kongressgarage

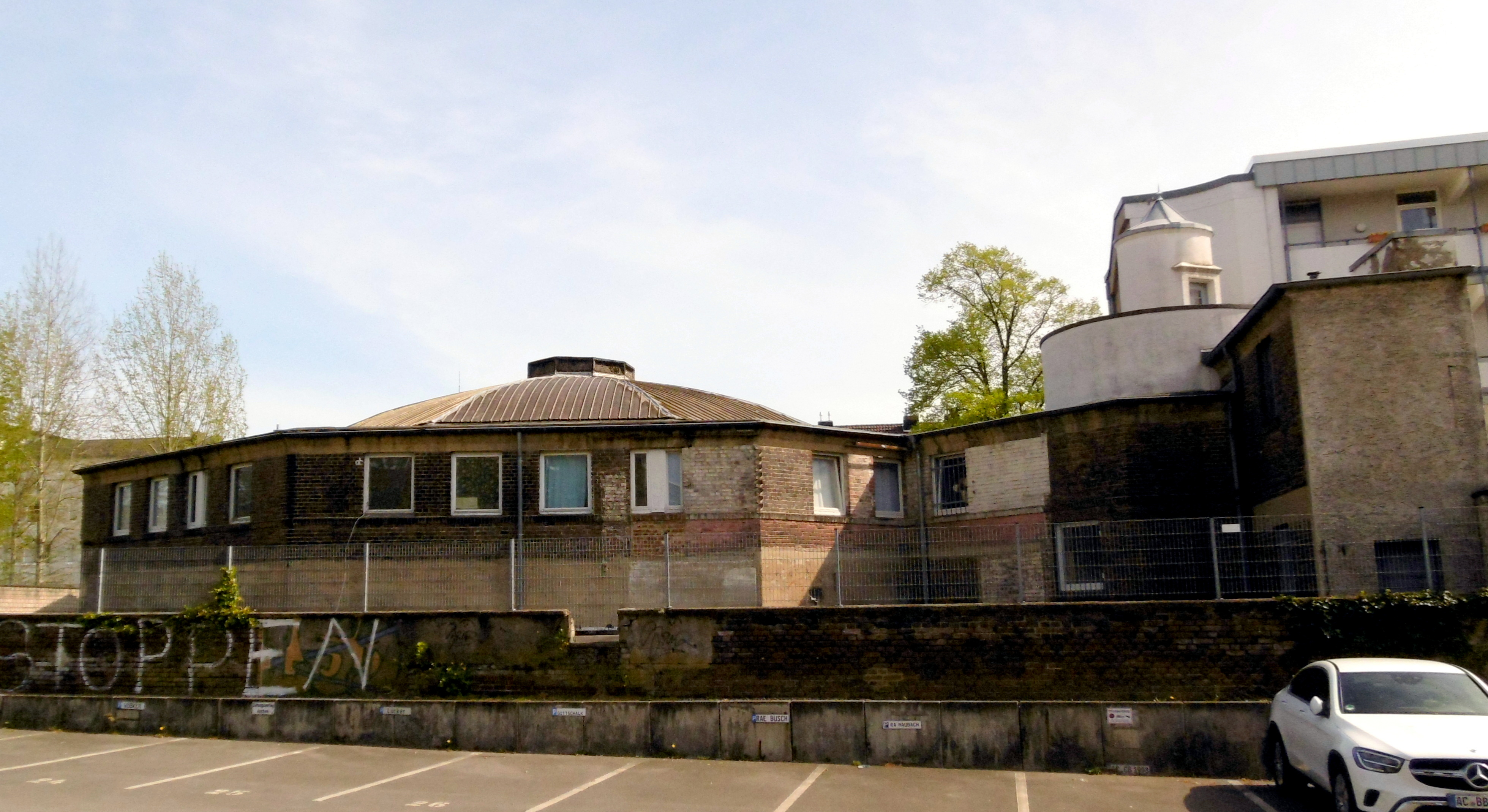
Kongressgarage, Aachen

Die Kongressgarage ist ein 1924 in der Kongressstraße Nr. 23 in Aachen errichteter Kuppelbau.

## Geschichte
Die Kongressgarage wurde 1924 als „Lastkraftwagenhalle“ der Kohlengroßhandlung Hubert Einmal errichtet. Die ursprünglichen Pläne sahen einen Ausbau des gesamten Areals mit Garagen, Remisen, Ställen sowie einem Wohnhaus an der Straßenfront vor. Errichtet wurden schließlich neben dem Kuppelbau nur eingeschossige Garagen entlang der Grundstücksbegrenzung. Schon 1927 firmierte die Kohlenhandlung als Congress-Groß-Garage; diese Nutzung einschließlich verschiedener Werkstätten setzte sich über mehrere Eigentümerwechsel bis in die frühen 1970er Jahre fort. Seit der Neubebauung des übrigen Grundstücks Mitte der 1970er Jahre durch eine Eigentumswohnanlage dient die Großgarage als privates Parkhaus.

## Architektur
Im Kern besteht die Kongressgarage aus einem neunseitigen Kuppelbau mit ca. 24 m Spannweite. Auf die freigestellten Kuppelrippen ist eine weitere, flache und verglaste Kuppel aufgeständert. Die zentralen Druckringe der beiden Kuppeln setzen sich nach oben in einer Laterne fort. Die Betonkonstruktion, deren Rippen unweit der Baustelle vorgefertigt und dann mit einfachen Mitteln zusammengefügt wurden, wurde durch die Düsseldorfer Niederlassung der Bauunternehmung Wayss & Freytag ausgeführt. Deren Direktor Karl Walter Mautner war auch Dozent für Eisenbetonbau an der Technischen Hochschule Aachen.
Die heute größtenteils nicht mehr sichtbare Fassade besteht aus zwei runden Treppentürmen, welche die ursprünglichen Einfahrten flankieren und die nie errichteten Flügelbauten erschließen sollten. Der Aachener Architekt und Hochschullehrer Theodor Veil gestaltete zusammen mit Otto Nauhardt die Fassaden im Wechsel von Ziegelmauerwerk und Sichtbetongliederungen zu einem expressionistischen Gesamteindruck. Im Innern ist die Nähe zur Jahrhunderthalle in Breslau (1912/1913) und dem „Glashaus“ von Bruno Taut auf der Kölner Werkbundausstellung (1914) unübersehbar.

## Baudenkmal
Schon in den frühen 1970er Jahren wurde die ehemalige Kongressgarage als denkmalwürdig angesehen und später auch unter Denkmalschutz gestellt. Sie erinnert nicht nur an die ersten Jahrzehnte des Eisenbetonbaus, sondern auch an die nicht unbedeutende Aachener Automobilgeschichte, mit der sie als frühe Form eines Parkhauses verbunden ist. Leider entsprechen derzeit weder Nutzung noch Bekanntheit ihrer historischen Bedeutung.